# Chad Toppert
Chad Lee Toppert (auch bekannt als Chad Topper; * 11. November 1985 in Albuquerque, New Mexico) ist ein ehemaliger US-amerikanisch-deutscher Basketballspieler. In der Basketball-Bundesliga bestritt er insgesamt 113 Spiele.

## Universitätssport
Während sein beinahe drei Jahre älterer Bruder Cody zum Studium New Mexico verließ und in den Nordosten der Vereinigten Staaten ging, blieb Chad Toppert in Albuquerque und begann 2004 ein Studium an der University of New Mexico, an der bereits seine Eltern studiert hatten. In seinem Freshman-Jahr war er nur Trainingsspieler und setzte von Meisterschaftsspielen aus, bevor er ab 2005 vier Jahre lang in der Mountain West Conference (MWC) der NCAA Division I für die Hochschulmannschaft Lobos aktiv wurde, deren Heimspielstätte The Pit als eine der bekanntesten und lautesten Basketball-Arenen der NCAA gilt. Nachdem die Lobos in der Saison 2004/05, als Toppert nicht am Spielbetrieb teilnahm, mit dem späteren NBA-Meister Danny Granger das MWC-Turnier 2005 noch gewonnen und sich für die landesweite NCAA-Endrunde qualifiziert hatten, blieben sie jedoch anschließend weitgehend erfolglos. Erst unter dem neuen Trainer Stephen Todd Alford erhielt man wieder zweimal die Einladung zum National Invitation Tournament, bei dem man in Topperts „Senior-Saison“ zumindest die zweite Runde erreichte. In seiner Collegezeit konnte sich Toppert bereits einen Ruf als Fernwurfspezialist von hinter der Dreipunktelinie erwerben; in der ewigen Bestenliste der Lobos setzte er sich auf den zweiten Platz der Liste mit den meisten erfolgreichen Dreipunktwürfen (266) in der gesamten Karriere, aber auch auf den dritten Platz der Rangliste mit der höchsten Erfolgsquote (43,9 %) für Fernwürfe. Diese Fähigkeit war aber nicht ausreichend, um sich für einen Vertrag in der National Basketball Association zu empfehlen.

## Profikarriere
Anschließend wurde Toppert 2009 professioneller Spieler in der NBA Development League (D-League) bei den Thunderbirds aus seiner Heimatstadt. Die Thunderbirds, die 2006 noch die Meisterschaft der NBA Development League (D-League) gewonnen hatten, fungierten in der D-League-Saison 2009/10 als Farmteam der Dallas Mavericks und New Orleans Hornets, waren aber sowohl sportlich als auch wirtschaftlich wenig erfolgreich und verpassten auf dem drittletzten Platz der Western Conference der D-League den Einzug in die Play-offs. Anschließend beschloss man den Umzug in den Vorort Rio Rancho, bevor das Franchise später nach Ohio verkauft wurde. Nach einer Saison verließ er dann Albuquerque und wechselte ins Ausland, wo er drei Jahre lang in der spanischen Liga ACB für CAI Saragossa spielte.
Infolge seiner deutschen Abstammung erhielt er wie sein Bruder Cody Töpper die deutsche Staatsbürgerschaft, mit der er in Europa unter weniger restriktive Bedingungen bei den Spielberechtigungen fiel. Toppert war in seiner ACB-Premierensaison 2011 mit einer Erfolgsquote von über 50 % der treffsicherste Distanzwerfer der gesamten Liga und erreichte mit Saragossa zunächst zweimal den zehnten Platz der Abschlusstabelle, bevor man 2013 auf dem fünften Platz der Hauptrunde in die Play-offs um die Meisterschaft einzog. Hier konnte man etwas überraschend in der ersten Runde den Pokalfinalisten und vormaligen ULEB-Eurocup-Vize Valencia Basket Club bezwingen, verlor aber in der Halbfinalserie dann deutlich in drei Spielen gegen den Hauptrundenersten und späteren Titelgewinner Real Madrid.
Nach seiner Zeit in Spanien spielte er dann schließlich auch wie zuvor bereits sein Bruder in der höchsten deutschen Spielklasse Basketball-Bundesliga, wo er zwei Saisons für die Artland Dragons aus Quakenbrück antrat. Mit den Niedersachsen trat auch im Eurocup 2013/14 an. Wie auch in der Folgesaison blieb man international jedoch wenig erfolgreich und schied jeweils nach der Vorrunde aus. Nach dem Ende der Saison 2014 zog Mäzen Günter Kollmann, 1968 selbst Vizemeister mit dem VfL Osnabrück, sein Engagement zurück und die Artland Dragons fingen in der Saison 2015/16  in der dritthöchsten Spielklasse neu an. Toppert kehrte in seine Heimat zurück und bekam einen Vertrag bei den Bighorns aus Reno (Nevada) in der D-League, wo die ehemaligen Bundesligaspieler Cliff Hammonds und Mark Tyndale zu seinen Mannschaftskameraden zählten. Er bestritt 34 Partien für die Mannschaft und kam auf einen Punkteschnitt von 8,4, ehe er im Februar 2016 ein Angebot des FC Bayern München annahm, somit also wieder in der Bundesliga spielte. Nach Ablauf seines Zeitvertrages im Mai desselben Jahres verließ er München.
Im August 2016 wurde er von den MHP Riesen Ludwigsburg für die Bundesliga-Saison 2016/17 verpflichtet. Für Ludwigsburg bestritt er 32 Spiele und erreichte in der deutschen Meisterschaft das Viertelfinale. Anschließend kehrte er in die Vereinigten Staaten zurück und stieg in das von seinen Eltern geleitete Familienunternehmen ein, das in New Mexico mit Bauteilen wie Fenstern und Türen handelt.

## Namensposse
Als sein Bruder Cody eingebürgert wurde, wurde im Pass der Familienname auf den ursprünglichen Familiennamen des Urgroßvaters Töpper eingedeutscht. Als Chad Toppert seinen deutschen Pass erhielt, war aber offenbar wegen eines Versehens oder eines Übermittlungsfehlers der deutsche Umlaut wieder verschwunden und sein deutscher Familienname lautete nun Topper ohne ‚t‘ am Ende. So hieß aber weder sein Urgroßvater und sein Bruder mit Nachnamen, noch sein Vater und der Name auf Chads Geburtsurkunde. Im Oktober 2014 wurde schließlich der deutsche Familienname von Chad Toppert und seiner mittlerweile geborenen Tochter auf den Namen in seinen US-amerikanischen Papieren angepasst.